# Corina Grundbacher
Corina Grundbacher (* 6. Dezember 1996) ist eine Schweizer Unihockeyspielerin. Sie steht beim Nationalliga-A-Vertreter UHV Skorpion Emmental unter Vertrag.

## Karriere
Grundbacher begann ihre Karriere beim UHV Skorpion Emmental. Während der Saison 2015/16 debütierte sie in der NLA-Mannschaft des UHV. Auf die Saison 2016/17 wurde sie fix in das Kader der ersten Mannschaft aufgenommen. Vor den Play-offs der Saison 2017/18 gab der UHV Skorpion Emmental bekannt, dass Grundbacher in der Saison 2018/19 weiterhin für den Verein auflaufen werde.